# تيد غريني (لاعب كرة قدم أمريكية)
تيد غريني (بالإنجليزية: Ted Greene)‏ هو لاعب كرة قدم أمريكية أمريكي، ولد في 19 يوليو 1932 في كنتاكي في الولايات المتحدة، وتوفي في 16 أبريل 1982 في لويفيل في الولايات المتحدة.

## وصلات خارجية
- تيد غريني على موقع مرجع كرة القدم المحترفة.كوم (الإنجليزية)
- تيد غريني على موقع JustSportsStats.com (الإنجليزية)